# Stlengis
Stlengis – rodzaj ryb skorpenokształtnych z rodziny głowaczowatych.

## Klasyfikacja
Gatunki zaliczane do tego rodzaju:
- Stlengis distoechus
- Stlengis misakia
- Stlengis osensis